# Sphère de photons
Pour les articles homonymes, voir Sphère (homonymie).
Ne doit pas être confondu avec Photosphère.
Une sphère de photons, ou sphère photonique, est, en astrophysique, une surface définie comme l'ensemble des points d'où un photon, particule élémentaire associée aux ondes électromagnétiques, peut être émis et suivre une orbite fermée et périodique.
C'est un cas extrême de déviation gravitationnelle, prédit par la relativité générale, qui n'existe qu'au voisinage d'objets célestes de masse ultra-compacte, tels que les trous noirs ainsi, peut-être, que certaines étoiles à neutrons.
La sphère photonique d'un trou noir de Schwarzschild entoure son horizon à une distance 1/2R de celui-ci, si R est le rayon de l'horizon.
Les "sphères" photoniques d'un trou noir de Kerr sont multiples et ont une forme oblate (sphéroïde plus ou moins aplati aux pôles, dépendant de la direction d'arrivée des photons). Plus grande est la vitesse de rotation propre du trou noir, plus grande est la distance séparant la sphère de photons la plus proche du trou noir de Kerr et la sphère de photons la plus éloignée.

## Cas d'un trou noir de Schwarzschild
Pour un objet sphérique dont le champ gravitationnel externe est décrit par la métrique de Schwarzschild dans les coordonnées introduites par celui-ci, la sphère de photons est une sphère dont le rayon {\displaystyle R} est obtenu par :
où :
- {\displaystyle G} est la constante de Newton ;
- {\displaystyle M} est la masse de l'objet ;

Capture d'un photon sur la sphère de photons

- {\displaystyle c} est la vitesse de la lumière dans le vide ;
- {\displaystyle R_{\mathrm {s} }} est le rayon de Schwarzschild associé à la masse de l'objet : {\displaystyle R_{\mathrm {s} }={\frac {2GM}{c^{2}}}} ;
- {\displaystyle R_{\mathrm {g} }} est le rayon gravitationnel associé à la masse de l'objet : {\displaystyle R_{\mathrm {g} }={\frac {R_{\mathrm {s} }}{2}}}.

Un photon arrivant sur un trou noir de Schwarzschild rejoindra la sphère de photons si son paramètre d'impact est égal à {\displaystyle {\frac {3{\sqrt {3}}}{2}}R_{s}}. S'il est supérieur, le photon sera dévié et s'éloignera, et s'il est inférieur, le photon sera absorbé par le trou noir.
La trajectoire du photon s'effectuant dans un plan, la sphère photonique est créée par des orbites de photons arrivant depuis de nombreuses directions.

## Cas d'un trou noir de Kerr
Un trou noir de Kerr est un trou noir en rotation, c'est-à-dire dont le moment cinétique propre est non nul, mais dont la charge électrique est nulle.
Contrairement à un trou noir de Schwarzschild, un trou noir de Kerr n'a pas de symétrie sphérique, mais seulement un axe de symétrie, ce qui a de profondes conséquences pour les orbites des photons, voir par exemple Cramer pour des détails et des simulations d'orbites de photons et de cercles de photons. Il existe trois orbites circulaires de photons dans le plan équatorial, avec des rayons de Boyer–Lindquist différents :
{\displaystyle r_{0}=2r_{s}\left[\sin ^{2}\left({\frac {1}{3}}\arcsin {\frac {|a|}{m}}\right)\right]} (orbite prograde stable),
{\displaystyle r_{1}=r_{s}\left[1+\cos \left({\frac {2}{3}}\arccos {\frac {-|a|}{m}}\right)\right]} (orbite prograde instable),
{\displaystyle r_{2}=r_{s}\left[1+\cos \left({\frac {2}{3}}\arccos {\frac {|a|}{m}}\right)\right]} (orbite rétrograde instable),
avec {\displaystyle 0<r_{0}\leq {m}\leq r_{1}\leq 3{m}\leq r_{2}\leq 4{m}},
où {\displaystyle m={\frac {GM}{c^{2}}}={\frac {r_{s}}{2}}} et  {\displaystyle a={\frac {J}{cM}}} avec {\displaystyle J} le moment cinétique propre du trou noir.
Note : {\displaystyle r_{1}} et  {\displaystyle r_{2}}correspondent respectivement aux sphères (dégénérées) de plus petit rayon {\displaystyle \geq {m}} et de plus grand rayon. Plus la vitesse de rotation du trou noir est grande, plus grand est l'écart entre {\displaystyle r_{1}} et  {\displaystyle r_{2}}.
Il existe une orbite polaire de photons (traversant les deux pôles et entraînée par la rotation propre du trou noir)

Sphère de photons avec orbite polaire et a = m (trou noir de Kerr extrême, entraînement vers la droite)

avec un rayon de Boyer-Lindquist :
{\displaystyle r_{p}=r_{s}\left[{\frac {1}{2}}+{\sqrt {1-{\frac {a^{2}}{3m^{2}}}}}\cos \left({\frac {1}{3}}\arccos {\frac {1-{\frac {a^{2}}{m^{2}}}}{\left(1-{\frac {a^{2}}{3m^{2}}}\right)^{3/2}}}\right)\right]}(orbite instable),
avec {\displaystyle (1+{\sqrt {2}}){m}\leq r_{p}\leq 3{m}}.
Quand {\displaystyle a=0} (trou noir de Schwarzschild), les formules ci-dessus conduisent à {\displaystyle r_{1}=r_{2}=r_{p}={\frac {3}{2}}r_{s}} comme nous l'avons vu dans la section précédente.
Il existe d'autres orbites à rayon constant, mais elles ont des trajectoires plus compliquées qui oscillent en latitude autour de l'équateur, et leurs rayons n'ont pas de définition analytique simple connue à ce jour. Lorsque le rayon est inférieur à la valeur {\displaystyle r_{stab}=m(1-(1-a^{2}/m^{2})^{1/3})} l'orbite est stable en perturbation radiale, sinon elle est instable.
A la différence d'un trou noir de Schwarzschild, une sphère photonique autour d'un trou noir de Kerr peut être créée par l'orbite d'un seul photon.